# ヨナス・キェルグレン
ヨナス・キェルグレン(Jonas Kjellgren、1977年7月4日 - )は、スウェーデンのヘヴィ・メタルミュージシャン、音楽プロデューサー、レコーディング・エンジニア。現在は、Grangärde在住。スカー・シンメトリーやセンティネクスなどでのギタリストとしての活動と、カーナル・フォージなどでのボーカリストとしての活動で著名。また、オクトーバー・タイドでは、ベーシストとして活動していた。それらのバンドでは、作曲や作詞も行っている。また、ブラック・ラウンジ・スタジオ（英語: Black Lounge Studios）というレコーディング・スタジオを所有しており、音楽プロデューサーとしての活動も行っている。ソニック・シンディケイト、スティール・アタック、ジ・アブセンス、Zonaria、21Lucifers、Darzamat等のバンドのプロデューサーを務めた。ギタリストとしては、7弦ギターも使用し、前まではジャクソンとエンドーズ契約していたが、現在は、ディーンのDean Razorback 7を使用している。

## 略歴
1993年に、デラモートというデスメタルバンドを結成している。デラモートは、1996年に1stアルバム『Everything You Hate』をリリースし、デビューしている。その後、3枚のフルアルバムをリリースするが、現在は活動を休止している。
また、1994年に、Pexilatedというデスラッシュバンドで、デモ『A New Beginning of Unfaithful Life』をリリースしている。このバンドでは、ボーカル兼ギターであった。また、1995年には、Sickinsideというデスメタルバンドで、ギター兼ボーカルをつとめ、1996年にデモ『Welcome to the Inside』をリリースしている。
1997年に、結成したばかりのデスラッシュバンド、カーナル・フォージにボーカリストとして加入。当初は、サポートとして参加するつもりだったが、結局、正式に加入することとなる。カーナル・フォージでは、5枚のフルアルバムに参加した。また、1998年には、センティネクスにギタリストとして加入する。センティネクスでは、4枚のフルアルバムに参加した。更に、1999年には、ドゥームメタルバンド、ワールド・ビロウを結成。ギター兼ボーカルを務める。同バンドでは、3枚のフルアルバムをリリースしている。
2004年に、カーナル・フォージから脱退する。脱退の理由は、デスメタルバンドとしては、センティネクスに専念するためであった。また、そのセンティネクスも2006年に解散している。更に、2004年には、ヘンリク・オールソンとスカー・シンメトリーを結成し、ギタリストとして活動していたが、多忙を理由に2013年に脱退した。2009年から2010年には、オクトーバー・タイドで、セッション・ベーシストとして活動した。
また、時期は不明であるが、Quest Of Aidanceにギター兼ボーカルとして参加していた。

## 参考サイト
- Encyclopaedia Metallum（英語）